# Jelonki (przystanek kolejowy)
Jelonki – zamknięty 1 kwietnia 1993 roku przystanek osobowy w Trynosach na linii kolejowej nr 34, w województwie mazowieckim, w Polsce.